# Jean Alais de Beaulieu
Pour les articles homonymes, voir Alais et Beaulieu.
Jean Alais [Allais], sieur de Beaulieu, est un maître écrivain français mort vers 1648. 

## Biographie
Il est né à Rennes, et avait un frère Jacques qui fut également maître écrivain. On possède de Jean un portrait gravé en 1634. Il est mort vers 1648, après avoir essuyé des chagrins multipliés, que lui causèrent des envieux de son mérite & de son talent, comme nous rapporte Paillasson.
Son fils Jean-Baptiste fut également maître écrivain.

## Œuvres

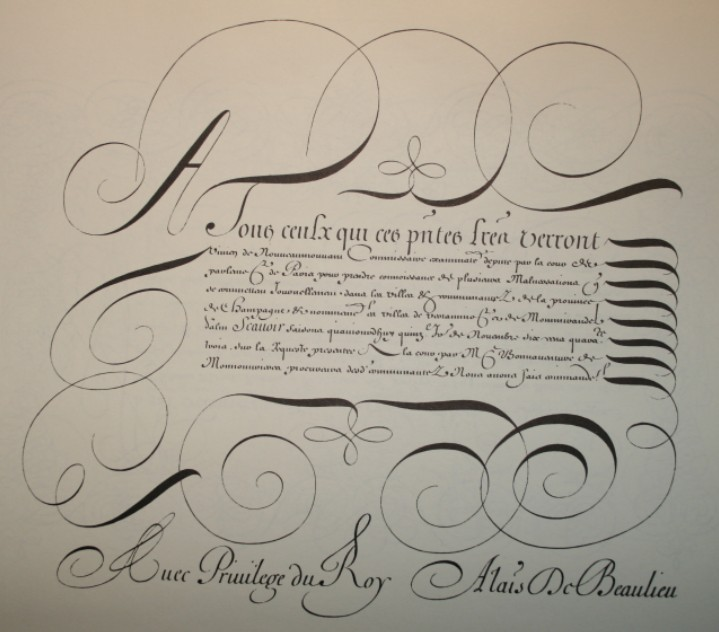
Un exemple d'Alais de Beaulieu, 1648

- La Grammographie universelle... ou plutost le vray miroir des curieux escrivains dans lequel l'on peut voir tous les plus rares secrets de l'escriture par une methode toute nouvelle... Paris : 1648. 4° obl., 18 f. + 13 planches d'exemples gravés par Robert Cordier, d'Abbeville. Cat. Destailleur n° 849. Deux planches repr. dans Jessen 1936 pl. 154-155.
- De son frère Jacques Alais de Beaulieu, on ne connaît que trois planches datées 1656, ajoutées à la fin de l'exemplaire des Alphabeten und aller Art Characteren de Jean Théodore de Bry (1596) qui figurait dans une bibliothèque privée (Cat. de la bibliothèque d'un amateur... Paris : A. Renouard, 1819, t. I p. 307).